# Errenteria
Errenteria en basque ou Rentería en espagnol est une commune du Guipuscoa dans la communauté autonome du Pays basque en Espagne, à 7 km de Saint-Sébastien et à 10 km de la frontière française.
Le territoire municipal a une surface de 31 km2, limité au nord par Lezo, à l'ouest par Hernani, Astigarraga et le quartier donostiar de Altza, au sud et au sud-est avec les localités navarraises d'Arano et Goizueta respectivement, à l'est avec Oiartzun et au nord-ouest avec la Baie de Pasaia. Elle appartient au canton de Donostialdea.
La municipalité fait partie de l'Eurocité basque Bayonne - San Sebastian.

## Divers noms d'Errenteria
Au long de son histoire, Errenteria a eu plusieurs noms. La ville a été fondée 1320 avec le nom de Villanueva d'Oiarso, dans le lieu où se trouvait un petit noyau de population préexistante appelé Orereta. Oiarso est le nom de la vallée dans laquelle on situait sa fondation. Ce nom a évolué et, de nos jours, il est connu comme Oiartzun, à l'ancienne vallée d'Oiarso.
Depuis longtemps, Villanueva d'Oiarso a aussi commencé à être connue sous le nom de Rentería, du vieux castillan rentería "douane, tribut", Errenteria, signifiant « ville des revenus ». Ceci est dû au fait qu'à cette ville on payait les revenus des impôts royaux pour les marchandises maritimes. En 1368, il est déjà documenté que Villanueva d'Oiarso était également connue comme Rentería.
Villanueva d'Oiarso a maintenu presque depuis sa fondation des forts litiges avec les populations du reste de la vallée d'Oiarso, ce qui a finalement obligé le roi Jean II à octroyer en 1453 aussi des titres de villa au reste de la vallée, la ville d'Oiarso (qui deviendra plus tard Oiartzun). Il y eut postérieurement des litiges forts entre Villanueva et Oiartzun par le partage des terres. Tout cela a contribué à ce que les habitants de Villanueva ne veuillent rien savoir d'Oyarzun (le reste de la vallée) : en conséquence, on a finalement officialisé le nom de Rentería, pour éviter qu'il y ait toute confusion entre les deux villes.
Le nom basque traditionnel de la population est « Errenteria », lequel a d'autres variantes comme « Errenteri » ou « Errenderi ». Errenteria est une variation de Rentería, étant donné que la langue basque tend à ajouter une voyelle (normalement, a- ou e-) devant les mots d'emprunt commençant par r-. À présent, la dénomination officielle de la municipalité est « Errenteria ».
Au début du XXe siècle, on connaissait les habitants d'Errenteria sous le nom de Galleteros, puisque dans cette localité on fabriquait les biscuits (galletas, en espagnol) Olibet, ce qui plus tard donnera le nom à un quartier de la ville.
Les dernières décennies, certains secteurs sociaux et culturels de la commune ont revendiqué que le nom basque de la localité doit être Orereta, le nom du village sur lequel on a fondé la ville.

## Quartiers
- Agustinak-Markola
- Alaberga
- Beraun
- Kaputxinoak

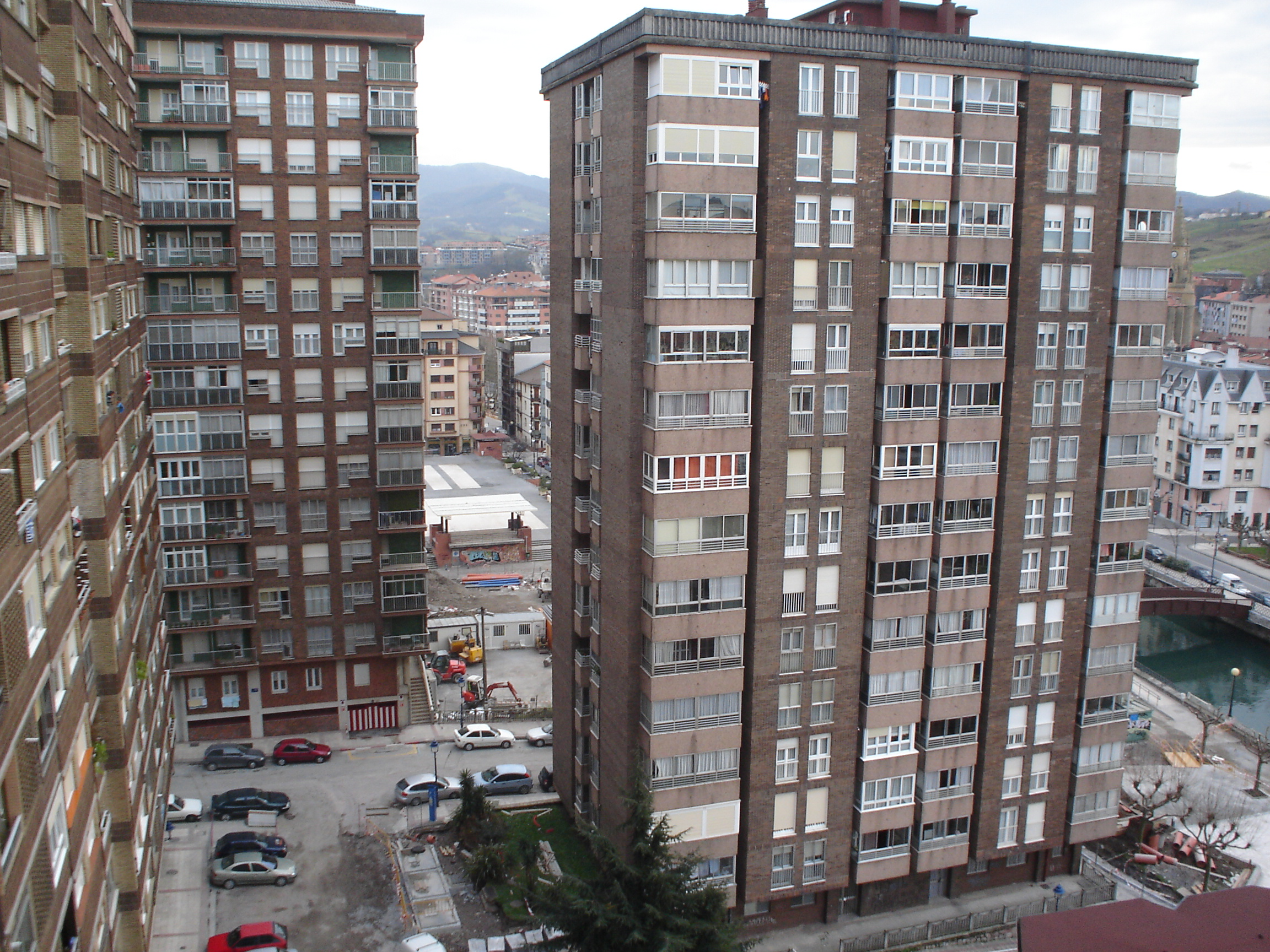
Vue du quartier d'Olibet-Ugarritze.

- Olibet-Etxeberrieta (edo Ugarritza)
- Gaztaño
- Erdialdea
- Fanderia
- Gabierrota
- Galtzaraborda
- Iztieta-Ondartxo
- Lartzabal
- Pontika
- Zamalbide

## Lieux d'intérêt
- Alde zaharra (Vieux Quartier)
- Barrage d'Añarbe

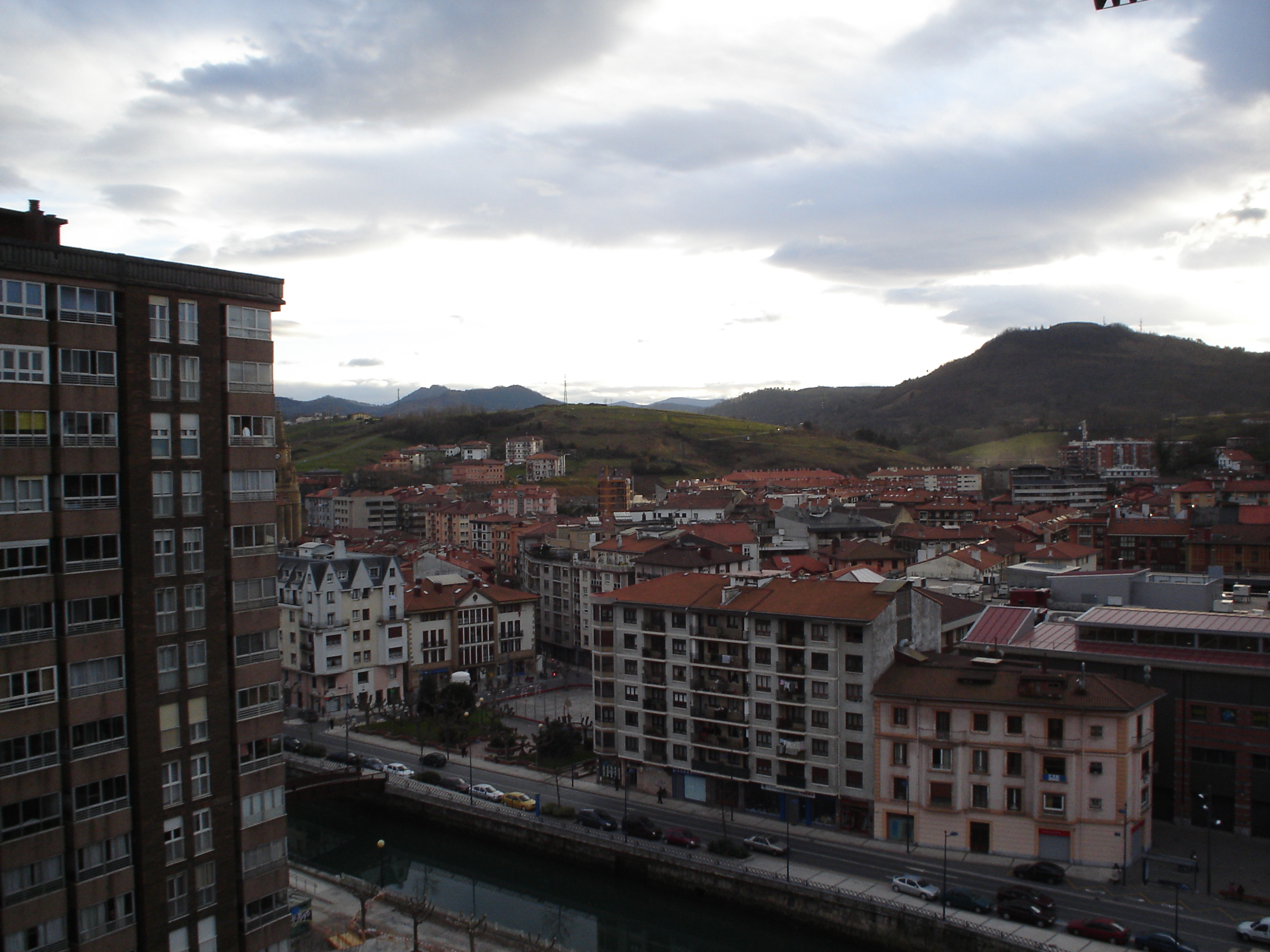
Errenteria

Dans cette enclave, située à la frontière avec la Navarre, se trouve l'ile d'Ozizpe, qui appartient au territoire municipal d'Errenteria.
- Grottes d'Aizpitarte (Magdalénien[3]) ou Landarbaso
- Zone d'Aldura

## Architecture
- Maison-tour de Torrekua
- Maison-tour de Morrontxo
- Fort de San Marcos
- Fort de Txoritokieta
- Église de Notre Dame de l'Ascension
  - Mikelazulo
- Basilique de Santa María Magdalena
- Mairie
- Kapitain Etxea (Maison du capitaine)

## Fêtes et traditions

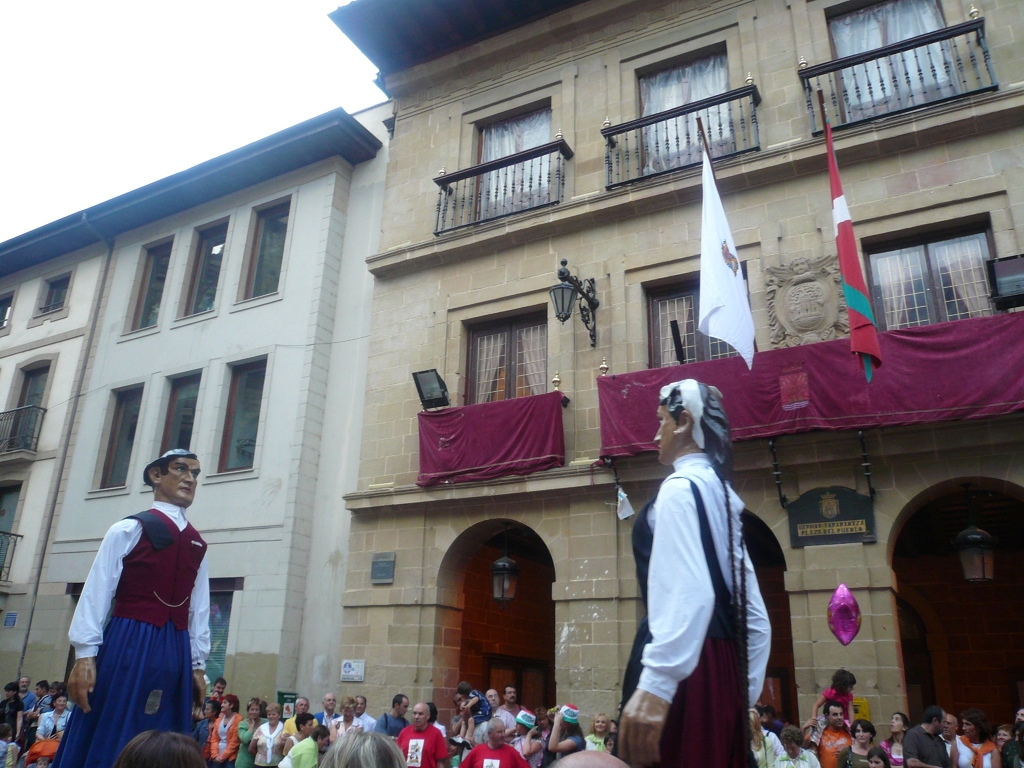
Magdalenas 2007 sur la place, face à la mairie.

Les festivités en l'honneur de sainte María Magdalena (22 juillet) commencent le 21 juillet à 19 heures, heure où on lance le « txupinazo » ou pétard qui signale le début des fêtes depuis le balcon de la mairie. Elles durent jusqu'au 25 juillet à minuit, moment où on entend à nouveau pour la dernière fois « le Centenario », l'hymne de la commune. Tout au long de ces journées, les visiteurs peuvent aller aux stands situées dans le quartier de Fanderia ou aux arènes du quartier Agustinak, on installe des stands itinérants dans l'avenue de Nafarroa et il y a généralement de la musique dans le boulevard.

## Personnalités liées à la commune
- Bartolomé de Zuloaga : Notaire du Palais Sacré nommé par le Pape Pie II et Trésorier des Rois Catholiques. Il a été envoyé par la reine Isabelle la Catholique comme représentant à l'Assemblée Particulière du Guipuscoa, tenue le 2 janvier 1475, pour recevoir le serment de fidélité de la province.
- María de Lezo : Femme de chambre de la reine d'Angleterre Doña Catalina d'Aragon, épouse de Enrique VIII. Fille du capitaine Guillén de Lezo. Mariée avec Miguel de Lasao, natif d'Errenteria et parent du Saint Office. On attribue la donation à l'église paroissiale d'Errenteria du retable gothique qui peut encore être admiré dans cette église.
- Martín de Rentería Uranzu : Général de la Mer Océan, appelé communément Machino ou Machín de Rentería. En 1526 il a combattu contre le Bey Alger, de Barbarroja, ainsi que contre les français dans la défense de Fontarrabie en 1521 et 1523. Carlos V lui a accordé le titre de général et l'escudo d'armes.
- Pedro de Zubiaurre : Général de la Marine. Il a servi dans celle Armée Philippe II depuis 1568 jusqu'à 1605 dans laquelle il est mort en Angleterre. Il a pris part à la conquête du château de Blaye, situé à Bordeaux.
- Tristán d'Ugarte : Il a pris part comme général de la prise d'une goélette en 1535.
- Joanes d'Isasti : Il a pris part comme capitaine à la prise de Tripoli et Béjaïa en 1510. La reine Doña Juana lui a accordé un blason d'armes.
- Martín d'Irigoyen: Amiral du carré du général Zubiaur dans l'aide du château de Blaye en 1593, près de Bordeaux. Il est ensuite passé aux Philippines comme amiral et, peu après, il est mort en mer.
- Juan López Erresuma y Eraso : Amiral de la Carrière des Indes. Il a pris part à la bataille de San Quintín.
- Mosén Pierre ou Pedro de Irizar : Bien qu'étant ecclésiastique il a pris part dans la lutte contre les français en 1522, dans le haut d'Arkale.
- Juan Yerobi y Gamón : Prêtre de la Ville depuis 1522, à l'époque durant laquelle on construisit l'ermitage de Magdalena de la Montagne dans la montagne San Cadre. Il a maintenu une correspondance avec Saint Ignace de Loyola.
- Juan d'Arizmendi : Étudiant de l'Université d'Alcala. Médecin et ecclésiastique. Il est resté ainsi avec le grade de diacre toute sa vie pour pouvoir exercer la médecine.
- Guillén de Toulouse : Vicaire d'une aison-tour et Fonctionnaire Archiprêtre de l'Arciprestazgo Plus petit de Fontarrabie.
- Miguel de Zabaleta (1581-1648) : Il a été bachelier et est devenu un des vicaires les plus remarquables de la ville. Avec de grandes aptitudes scéniques, il a représenté plusieurs Voitures Sacramentelles. Il a écrit une œuvre publiée à Logroño en 1616 et intitulée Relación verdadera de la jornada del Rey Don Felipe III a la Provincia de Guipúzcoa.
- Martín de Zamalbide : Il a été Général de la Mer de Sud et le Gouverneur de l'Armée des Indes. Il est mort au Pérou en 1658, en faisant don à Errenteria des ornements d'autel et un legs pour s'occuper des indigents de la ville.
- Juan López d'Isasti : Fils de Joanes d'Isasti. Capitaine de la Carrière des Indes.
- Juan de Amasas : Constructeur naval mort en 1658. Il a été chargé par la fabrique de Tolède de la construction de la Capitainerie Royale. Il a construit dans les chantiers navals 29 galions de guerre. Il a sollicité la charge d'intendant d'usines de navires de la seigneurie de Biscaye.
- Martín de Amasas : Fils de Juan de Amasas. Il a été très lié, tout comme son père, à la construction navale, et est rentré plus tard dans les ordres, après avoir été maire d'Errenteria et avocat de cette ville dans les Assemblées Générales de la province.
- Martín de Zubieta : Marin et cosmographe. Il a pris part la découverte du détroit de Magellan. Propriétaire de la maison solaire de Lubeltza.
- Miguel d'Alduncin : Défenseur de la ville dans les litiges de son temps avec Saint-Sébastien, assistant à la Coupe pendant 20 ans comme avocat de la cause d'Errenteria.
- Blas de Sarasas : Né en 1616 et mort en 1674. Examinateur synodal et Professeur à Valladolid, Penitencial de Zamora et de Lectoral et magistrat d'Avila.
- Sancho Echeverria et d'Orcolaga : Né en 1674. Maréchal Domaine et Chevalier de l'Ordre de Saint Jacques. Il a pris part aux campagnes de Méditerranée, d'Italie, du Cap de Santa María, et l'Amérique dans l'expédition du Darién (Panama). Il a fait la campagne de 1694 en Catalogne. Le 11 octobre de 1705 il a pris possession d'une charge de Gouverneur Militaire et de Corrégidor de la Place et de Peñíscola. Pendant la Guerre de Succession, Peñíscola a résisté au harcèlement des troupes anglo-hollandaises, entre 1705 et 1707, grâce à la valeur de son gouverneur. Il est mort prématurément à 36 ans.
- Martín d'Echeverria: Né en 1660 et mort en 1700. Professeur d'Art à l'Université Alcala et de Canonique de Calahorra.
- Vicente Antonio Icuza y Arbaiza : Né à Errenteria le 8 juin de 1737. PAR 20 ans il embarque dans un navire des garde-côtes de la Compañía Guipuzcoana de Caracas. En avril les 1765 les Gouverneurs et le Capitaine Général de la Province de Caracas il lui accorde brevet de corse, avec catégorie de Capitaine Commandant. En 1772 est nommé Commandant des corsaires. Il fut le capitaine de plusieurs bateaux, comme « Nuestra Señora de Arantzazu », « Nuestra señora del Coro » et « La Prusiana ». En 1782 il retourne en Espagne, débarque à Cadix, et se marie à Bilbao avec Ramona de Barbachano. Une an plus tard il est nommé Lieutenant Colonel d'Infanterie. De retour en Amérique, il meurt à Santa Marta (Colombie) en 1785.
- Juan Ignacio Gamón y Echeverria : Né en 1733 et mort en 1814. Auteur de l'œuvre intitulée « Nouvelles Historiques de Rentería », publiée pour venger l'honneur et les droits de ville au sujet des luttes avec Oyarzun et Saint-Sébastien. Errenteria doit à Gamón le domaine sauvé le dossier Municipal en s'enfuyant l'ecclésiastique aux montagnes de Santander avec les biens de la paroisse et les vieux archives devant l'avance de l'Armée de la Convention en 1793.
- Antonio de Gamón : Lecteur Philosophie et Théologie, et provinciale de San Diego du Mexique de la congrégation de Religieux de Déchaussés de San Francisco. Il est mort au Mexique à l'âge de 57 années.
- Francisco Petrirena Recondo Xenpelar : Bertsolari. Né à Errenteria le 13 janvier 1835 et mort le 8 décembre 1869. Il passe ses premières années comme employé dans les fermes « Eurla » et « Egurrola ». En 1857 il revient à sa ferme natale « Sempelarre », et travaille dans l'usine textile de la ville. Il se marie en 1859 avec María Joxepa Retegui, avec lequel il a trois filles. À l'âge de 12 ans, il improvisait déjà des vers qui devenaient rapidement populaires. En outre, il a aussi écrit une grande quantité de vers sur papier (bertso-paper), dont beaucoup ont été perdus pendant la Guerre civile d'Espagne. Ses vers les plus connus sont Betroi bati, Azken Juiziyo Eguna et Santa Barbara.
- José Ramón Astibia Echegoyen (Père Ramón de Rentería) : Né le 17 novembre 1881. En 1894, il étudie au collège de Lecároz (Navarre). En 1900 il entre chez les Pères Capucins. En 1910 il écrit sa poésie Oroitu zaitez. Il réside plusieurs années à El Pardo à Estella. Il est mort en Tudela le 10 juin 1916. Son œuvre poétique a été publiée en 1935 sous le titre Olerkiak.
- Evaristo Bouchons Urrutia : Journaliste (1886 - 1929)
- Luis de Jáuregui Jaurtakol : Ecclésiastique et auteur en langue basque.
- Juan Ignacio Uranga Berrondo : Errenteria 1863 - Saint-Sébastien 24 avril 1934. De profession coiffeur, il a présidé plusieurs tournois de bertsolaris et jurés de poésie en basque. Il a aussi cultivé le théâtre et la collaboration littéraire dans des journaux et des revues.
- Koldo Mitxelena
- Jesus María Zamora : joueur de football.
- Leire Martínez : chanteuse du groupe La Oreja De Van Gogh.
- Itziar Ziga : journaliste, militante féministe (1974-)
- Andoni Aduriz : cuisinier

## Jumelages
Errenteria est jumelée avec:
- Lousada (Portugal)
- Tulle (France)
- Monroy (Espagne)
- Fuentepelayo (Espagne)

### Sources
- (es) Cet article est partiellement ou en totalité issu de l’article de Wikipédia en espagnol intitulé « Rentería » (voir la liste des auteurs).